# 太田陽子 (地理学者)
太田 陽子（おおた ようこ、1928年 - 2024年3月30日）は、日本の地理学者、横浜国立大学名誉教授、国立台湾大学特任教授。専門は、変動地形学であり、漆原和子とともに日本の地形学における女性研究者の草分け的な存在として知られている。

## 経歴
東京に生まれ、東京文理科大学地理学科を卒業し、東京教育大学大学院理学研究科地理学専攻を修了した。
横浜国立大学教育学部教授を経て、1994年に専修大学文学部教授となる。横浜国立大学名誉教授となっている。
この間、1960年代から活褶曲、活断層、海成段丘などの調査に数多く参加し、特に、国内外各地の現地調査を踏まえた海成段丘の高度分布を手がかりにした最終間氷期以降の地殻変動の研究を展開して、国際的に評価された。また、国内各地や台湾、ニュージーランドなどにおける活断層調査で中心的役割を果たした。
その後、国立台湾大学に招かれ、2000年と2008年以降に特任教授として活動している。
社会地理学者の太田勇は夫であったが、1996年に先立たれた。
日本人初のニュージーランド王立協会名誉会員。

## おもな著書

### 単著
- 変動地形を探る（全2巻）、古今書院、1999年
  - 1 日本列島の海成段丘と活断層の調査から
  - 2 環太平洋地域の海成段丘と活断層の調査から
- 情熱の人：太田勇 - 地理学の探究者、文芸社、2004年

### 共著
- （島崎邦彦との共編著）古地震を探る、古今書院、1995年
- （小池一之、鎮西清高、野上道男、町田洋、松田時彦との共著）日本列島の地形学、東京大学出版会、2010年

### 共編著
- （島崎邦彦との共編著）古地震を探る、古今書院、1995年
- （大竹政和、平朝彦との共編著）日本海東縁の活断層と地震テクトニクス、東京大学出版会、2002年

### 翻訳
- クリフ・オリエル 著、火山、古今書院、1991年
- （吾妻崇との共訳）	ロバート・S・イーツ 著、多発する地震と社会安全：カリフォルニアにみる予防と対策、古今書院、2009年

## 受賞歴
- 2009年　日本活断層学会学会賞[5]
- 2013年　日本地理学会学会賞学術貢献部門[10]。
- 2014年11月　瑞宝中綬章受章[11]。